# Oulad Sabbah
Oulad Sabbah (en arabe أولاد صباح) ou Oulad Sebih, est une tribu arabe présente au Maroc, ayant intégré la tribu des Mdakra, dans la Chaouïa.

## Origines
Ils vivent principalement à Ben Slimane et dans leur capitale, El Gara, ainsi que dans les régions de Doukkala, Abda, Chaouia, Gharb et remontent leurs origines aux Hilaliens dû à leur ancêtre Abu Saad (Bousaad) al-Sabihi qui serait issue des Sebih de la tribu des Beni Malek ben "Magharbah" (certainement d'ailleurs une erreur, en réalité ce serait Zoghba), de Banu Hilal, ils sont aujourd'hui rattachés à la tribu Mdakra. Selon Al-Istiqsa, cette tribu ferait partie des Hilaliens Riyah et descendrait des Ouled Akhdhar, eux-mêmes issus de 'Amar, petit-fils de Riyah. Ibn Khaldoun, cependant, les rattache à la lignée des Arabes Maqil, ce qui semble plus probable étant donné leur affiliation aux Ouled Ali, une tribu majoritairement maqilienne. Les Ouled Sabbah seraient originaires des bords de la Moulouya.

## Division tribale[3],[4]
Dans la tribu des Mdakra, ils sont répartis dans le groupe d'origine arabe des Moualine louta. Parmi leurs chefs les plus célèbres figure le chef Abdelkader ben Al-Hajj Al-Ma'ti Ould Al-Farjiya.

### Fractions des Ouled Sabbah
1. Zbirat venus du Tadla dont les factions sont : Rrzazka ouled Mohamed, Moualine chouiref, Chbanate.
2. Ouled Atiya venus du Tadla.
3. Ouled Faida venus du Tadla.
4. Ouled Zidane originaires des Ourdigha dont les factions sont : Ouled Ssid, Ouled Lhrar, Ouled Qassem, Ouled Yahya, Ouled Mira.
5. Ouled Qorra originaires des Ourdigha dont les factions sont : Ouled Taher, Ouled Bouchaïb.

## Territoire
Les Ouled Sabbah, fraction des Mdakra, ont tout leur territoire dans la plaine des Chaouïa : leurs terres sont particulièrement fertiles et leurs cultures très développées. Les terrains de parcours y sont rares ; aussi, pendant l'hiver, les troupeaux sont-ils envoyés dans les tribus voisines des Mediouna, des Ahlaf et des Mellila. Leur capitale est la ville d'El Gara situé entre Ouled Said à l'est, Casablanca au nord, Settat au sud et Benslimane à l'est.

## Personnalités

### Grandes familles[3]
Dans cette fraction des Mdakra, les familles principales des Ouled Sabbah incluent :
- Les Ouled El-Fardjiya, 'Ali Bel-Arabi, El-Hadj Bel-Hadj, Hammou Bel-Hadj.
- Les Ouled Chouirfa, Ouled Allai, Si Taibi El-Djabri, Ouled Mohammed Ben Slimane, Ouled Et-Tahmi, Ouled Retal.
- La famille d’El-Ma’ti Ben Kellouk El-Faidi.

### Personnalités religieuse
Les Oulad Sabbah possède plusieurs "Sidi" ("saint") soufis tels que :  
- Sidi Moussa ben Ayad
- Sidi Ahmed ben Aliane
- Sidi Mohamed Maj'ib
- Sidi al-Ghazwani
- Sidi Boulghamen
- Sidi Massoud [Sabahi]
- Sidi Mhammed ben Abd'Allah [Sabahi]
- Sidi Mubarak [Sabahi]
- Sidi Ben Nouar (Anwar)
- Sidi Ahmed al-Taghi